# Paul Lorenzen
Paul Lorenzen (né le 24 mars 1915 à Kiel, Allemagne – mort le 1er octobre 1994 à Göttingen, Allemagne) était un philosophe et mathématicien.

## Biographie
Paul Lorenzen a étudié les mathématiques, la physique, la chimie et la philosophie à Kiel, à Berlin et à Göttingen. Ici, il a reçu son doctorat en 1938 avec Helmut Hasse avec une thèse sur la Abstrakten Begründung der multiplikativen Idealtheorie . En 1939, il devint assistant de Wolfgang Krull à Bonn. Un autre professeur de Lorenzen était  Oskar Becker. Il participa à la Seconde Guerre mondiale et travailla depuis 1942 comme enseignant à la base navale de Bremerhaven (1935-1945). De retour à Bonn, il put s'habiliter en 1946. En 1948/49, il fut conférencier invité à Cambridge et devint professeur à Bonn en 1952.
À Kiel, il obtienne en 1956 la chaire de philosophie. En 1962, il accepta une mutation à Erlangen "... dans le seul but de travailler avec Wilhelm Kamlah (de)."  A Erlangen, les deux professeurs ont enseigné en étroite coopération. Le premier fruit de cette collaboration était le livre très connu Logische Propädeutik. Cette approche a eu un tel succès qu'elle est devenue une école connue comme Elranger Konstructivsmus. De 1967 à 1968, Lorenzen devint conférencier John Locke à Oxford. Depuis 1967, il a été aussi conférencier invité à Austin (Texas) et à Boston. En 1980, Lorenzen a reçu la Croix allemand du mérite (Bundesverdienstkreuz ). Depuis sa [retraite] en 1980, il a vécu à Göttingen, où il est décédé en 1994. 

Paul Lorenzen a inventé (avec Kuno Lorenz (de)) la logique dialogique. Il étudie aussi le constructivisme et l'herméneutique est l'un des philosophes allemands les plus réputés du XXe siècle.

La Fondation Paul Lorenzen organise régulièrement des conférences scientifiques sur philosophie et sciences.

## Principaux ouvrages
- Paul Lorenzen, Frederick J. Crosson (Translator), Formal Logic, Springer, New York, July 1964.
- Paul Lorenzen, Normative Logic and Ethics, Mannheim/Zürich, 1969.
- Paul Lorenzen, John Bacon (Translator), Differential and Integral: A constructive introduction to classical analysis, The University of Texas Press, Austin, 1971.
- Paul Lorenzen, Metamathematique (transl. by J. B. Grize) Mouton de Gruyter, Berlin New York 1967.
- Paul Lorenzen, Lehrbuch der konstruktiven Wissenschaftstheorie, Mannheim/Zürich, 1984.
- Paul Lorenzen, Karl Richard Pavlovic (Trans.), Constructive Philosophy, The University of Massachusetts Press, Amherst, 1987.